# Кристијан де Вет
Кристијан де Вет (7. октобар 1854 – 3. фебруар 1922) је био бурски генерал и политичар.

## Биографија
У Бурском рату је био један од носилаца бурског отпора. Тукао је британски одред код Блумфонтејна 8. фебруара 1900 године, а затим и код Редерсберха 27. фебруара исте године. У Орању је 1901. године водио герилски рат на британским комуникацијама и постигао више запажених успеха. Постао је члан владе британске колоније Орање 1907. године. После избијања Првог светског рата, оранизовао је устанак да би Орање одвојио од Британске империје. Савладан је у борби, заробљен и осуђен, али је ускоро помилован под условом да се уздржи од политике. Написао је књигу „Борба између Бура и Британаца“.